# 相良頼真
相良 頼真（さがら よりざね）は、江戸時代前期の肥後国人吉藩の世嗣。官位は従五位下・宮内少輔。

## 略歴
3代藩主・相良頼喬の次男として誕生した。母は鷲尾隆量の娘・月仙院。
兄で嫡男だった頼泰が延宝5年（1677年）に早世したため、代わって嫡男となる。延宝6年（1678年）、4代将軍・徳川家綱に拝謁する。延宝8年（1680年）10月26日、徳川綱吉に拝謁する。
貞享3年（1686年）12月に従五位下、宮内少輔に叙任されるが、貞享5年（1688年）に家督を相続することなく18歳で早世した。
代わって、父の従弟にあたる頼福が養子に迎えられ跡を継いだ。